# István Mezei
István Mezei (geboren 1947) ist ein ungarischer Fußballmanager.

## Leben
István Mezei ist Kind einer Romafamilie, er wuchs in Armut auf. Er arbeitete als Busfahrer. Mezei war aktiver Fußballspieler, musste die Karriere aber mit 25 Jahren wegen einer Knieverletzung aufgeben. 1979/80 war er unter den Betreuern der ungarischen Nationalmannschaft während der Qualifikation für die Olympischen Sommerspiele 1980, die Mannschaft schied allerdings in der zweiten Runde gegen die Tschechoslowakei aus. 
Mezei organisierte in den 1980er Jahren mit Ungarns Fußballidol János Farkas, der allerdings bereits 1989 starb, eine Fußballjugendarbeit unter den ungarischen Roma. 1992 gründete er eine nationale Roma-Fußballmannschaft und wurde 1994 ihr Teammanager. Im Jahr 2007 erhielt er für diese Arbeit den Prima Primissima-Preis (Prima Primissima díj).
Im Jahr 2012 wurde die von ihm als Team-Chef geführte Nationalmannschaft der ungarischen Roma bei der in Deutschland ausgerichteten Fußball-EM der Europäischen Minderheiten (Europeada) Vizeeuropameister. 2016 in Südtirol schied die Mannschaft in der Gruppenphase der Europeada aus.